# 尼古拉斯·韩德森
约翰·尼古拉斯·韩德森（英語：Sir John Nicholas Henderson，1919年4月1日—2009年3月16日），是英国的外交官、作家，曾担任驻美国大使、驻法国大使、驻西德大使、驻波兰大使。
约翰·尼古拉斯·韩德森不再擔任驻法国大使後，他写下一篇题为 "英国的衰落；其原因和后果 "（Britain's decline; its causes and consequences）的文章。同年，《经济学家》杂志刊载了该文章。